# Tom Waits
Thomas Alan Waits (* 7. prosince 1949 Pomona, Kalifornie, USA) je americký písničkář, šansoniér, autor písní a herec. O jeho hlase americký kritik Daniel Durchholz napsal: 
| „ | Jako kdyby byl naložený v sudu s bourbonem, potom pár měsíců visel v udírně a nakonec přes něj přejelo auto. | “ |

Na charakteristickém hlase a hudbě, která kombinuje šanson, blues, jazz a experimentální prvky, které někdy hraničící skoro až s industriální hudbou, si Waits vybudoval pověst výrazné hudební osobnosti.
Waits většinou skládá temné balady, které se nejčastěji zabývají bizarními lidskými osudy a charaktery. Waitsova hudba se stala kultovní, a to nejen ve Spojených státech, ovlivnil také celou řadu autorů. Coververze jeho písní mají ve svém repertoáru například: Bruce Springsteen („Jersey Girl“), Rod Stewart („Downtown Train“), nebo The Eagles („Ol' '55“).
Ačkoli se jeho desky setkávají ve Spojených státech se smíšenou odezvou, většinou se stanou zlatými v jiných zemích. Mnohokrát byl navržen na cenu Grammy, nominace v získání ale proměnil jen u dvou alb. V roce 2011 byl uveden do Rock and Roll Hall of Fame. V žebříčku 100 nejlepších zpěváků všech dob časopisu Rolling Stone se umístil na 82. místě.

## Biografie

### Dětství a počátky kariéry (1949–1972)

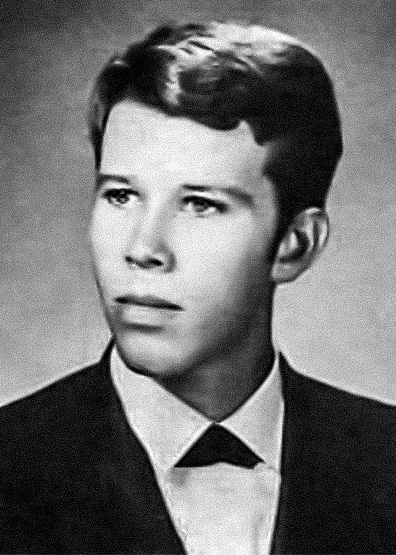
Tom Waits, fotografie ze středoškolské ročenky, 1968

Tom Waits se narodil v kalifornské Pomoně dne 7. prosince 1949 jako Thomas Alan Waits. Jeho otec Jesse Frank Waits měl skotské a irské předky, jeho matka Alma Waits měla kořeny v Norsku. Otec pracoval jako učitel, matka byla v domácnosti. Rozvedli se v roce 1959, když mu bylo deset let. V té době se s matkou a dvěma sestrami přestěhoval do San Diega. Jeho otec stále žil v Los Angeles. První koncert navštívil v roce 1962, kdy přestříhal dráty v plotu a šel tam bez placení. Hlavní hvězdou koncertu byl James Brown se svou doprovodnou skupinou The Famous Flames. Tento koncert ho ovlivnil natolik, že se následně stal členem školní skupiny s názvem The Systems, která hrála coververze instrumentálních skladeb od interpretů jako byli The Ventures nebo Link Wray. Stejně tak jako koncert Jamese Browna ho ovlivnil i koncert Boba Dylana v prosinci 1964. Zhruba v té době si jeho matka našla nového přítele jménem Jim, který se rovněž zajímal o hudbu. Waitsovými vzory byli mimo Dylana někteří beatníci, jako byli Jack Kerouac a Allen Ginsberg. Od svých čtrnácti let prostřídal spousty zaměstnání. Pracoval například jako zmrzlinář, taxikář, barman, prodavač pizzy, dále myl nádobí a auta, živil se jako vyhazovač a pracoval i v nakladatelství encyklopedií. Pracoval například v Napoleone's Pizza House, kde částečně pracoval řadu let. V roce 1965 navštívil koncert Lightnin' Hopkinse v kavárně Heritage.
V roce 1968 se rozhodl ukončit vzdělávání na střední škole. V roce 1969 začal pracovat v Heritage jako dveřník. Po nějakém čase stráveném jako dveřník se odhodlal a zeptal se, zda by mohl v kavárně občas zahrát. Hrál převážně coververze známých hudebníků, jakými byli Bob Dylan, Elvis Presley nebo Ray Charles. Při koncertech hrál na kytaru a zpíval, později si tam přivezl i klavír. Mezi písněmi vyprávěl různé historky a vtipy. Mladý Waits se chtěl stát více slavným, a proto se chtěl přestěhoval do Los Angeles. Město několikrát navštívil a dostal šanci hrát v klubu Troubadour. Psal se rok 1971 a Waits začal shánět manažera. Jeden z jeho koncertů navštívil Herb Cohen, který v té době dělal manažera Franku Zappovi a jeho skupině The Mothers of Invention. Po koncertě se spolu Waits a Cohen setkali a Cohen mu nabídl, že by mohl být jeho manažerem. Za koncerty dostával již o něco více peněz, a tak mohl přestat pracovat v Napoleone's.

### První a druhé album (1972–1974)
Počátkem roku 1972 se Waits rozhodl, že se natrvalo přestěhuje do Los Angeles. Usadil se v malém bytě ve čtvrti Silver Lake. Jeho otec Frank v té době učil na belmontské střední škole a bydleli kousek od sebe, proto spolu udržovali kontakt. V první polovině roku 1972 Waitse kontaktoval David Geffen, ředitel vydavatelství Asylum Records. Poté, co koncert skončil, Geffen se s Waitsem setkal a nabídl mu smlouvu. Waits Geffenovi řekl, že je jeho manažerem Herb Cohen. Protože byl Cohen Geffenův kamarád, nechtěl mu Geffen kazit jeho práci. Druhý den se Cohen s Geffenem spojil a řekl mu, že pokud chce, může s Waitsem natočit desku. Na jaře 1972 začal Waits nahrávat své první album. Nahrávání probíhalo v sestavě John Seiter (bicí), Tony Terran (trubka), Shep Cooke (kytara) a Bill Plummer (kontrabas) ve studiu Sunset Sound Recorders. Poslední skladbou, kterou skupina nahrála, byla instrumentální „Closing Time“. Na kontrabas zde hraje Arni Egilsson a na violoncello Jesse Ehrlich, doplňuje je Waits s pianinem a Terran na trubku. Producentem alba byl Jerry Yester. Album Closing Time vyšlo v březnu 1973.

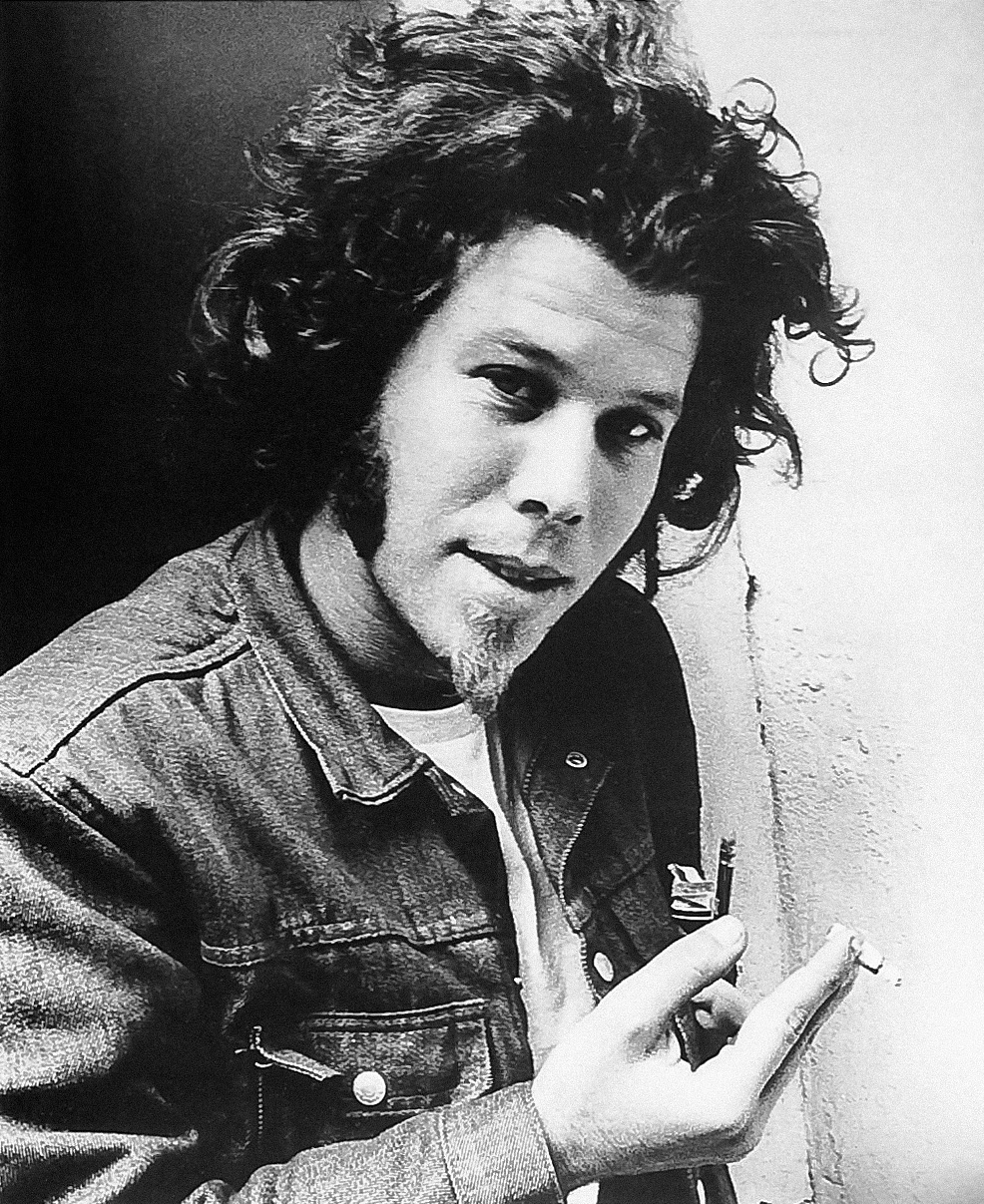
Tom Waits v roce 1973

Po vydání alba přišel nápad, že by Waits mohl udělat turné na jeho podporu. Cohen mu zajistil několik koncertů ve východní části Spojených států. Na turné měl menší doprovodnou skupinu, ve které hráli trumpetista Rich Phelps a kytarista John „Funky Fingers“ Forscha. Problém se vyskytl, když potřebovali najít kontrabasistu. Basisté, kteří se podíleli na nahrávání alba, neměli čas. Role kontrabasisty se tedy ujal Waitsův starý přítel Bob Webb. Na prvním koncertě ve Washingtonu dělal předskokana Tomu Rushovi. Následně hráli v Massachusetts, tentokrát jako předkapela pro Dannyho O'Keefea. Následoval New York, kde hlavní hvězdou koncertu byl Charlie Rich, hrálo se v klubu Max's Kansas City, který často navštěvovali obdivovatelé Andyho Warhola. Později předskakovali například „Buffalo Bob“ Smithovi, Martě Reeves a její skupině The Vandellas nebo Johnu Hammondovi III. V květnu 1973 vydal Tim Buckley album Sefronia, na kterém nahrál vlastní verzi skladby „Martha“. Jednalo se o vůbec první coververzi Waitsem napsané skladby. Ve stejném roce ji však nahrál i Lee Hazlewood na album Poet, Fool or Bum, kde byla pojmenována jako „Those Were Days of Roses (Martha)“.
Koncem roku 1973 byl Waits připraven na nahrávání druhého alba. Cohen mu však místo toho nabídl, že by mohl předskakovat Franku Zappovi. Waits se zděsil, protože během koncertu Zappovy skupiny před několika lety opustil sál, kde se koncert odehrával. Turné nakonec proběhlo v sestavě Waits–Webb. Odehráli několik koncertů v menších klubech ještě bez Zappy. Poté odletěli do Kanady, kde se k Zappovi připojili, první společný koncert však odehráli až v Buffalu ve státě New York. Turné skončilo v prosinci a Waits řekl, že už nikdy nechce hrát před Zappovou skupinou a jeho fanoušky. Počátkem roku 1974 odehrál několik samostatných koncertů, při jednom z nich potkal Chucka E. Weisse. David Geffen Waitsovi nabídl, že by jeho další album mohl produkovat Bones Howe. Howe sehnal nahrávací studio Studio 3 Wally Heidera, ve kterém se nakonec i album nahrávalo. Nahrávání probíhalo v dubnu 1974. Po dokončení nahrávání a následných úprav alba se rozhodl znovu předskakovat Zappovi, tentokrát byl na pódiu sám, bez doprovodné skupiny. Album The Heart of Saturday Night vyšlo v říjnu 1974 a v té době zahájil vlastní turné, které pokračovalo až do prosince. Poté znovu odehrál několik koncertů v roli předskokana, jako hlavní účinkující zde byla skupina Little Feat. Album se později umístilo na 339. pozici v žebříčku Rolling Stone: 500 nejlepších alb všech dob.

### První „koncertní“ a třetí studiové album (1975–1976)
Počátkem roku 1975 začal psát materiál pro své třetí album. Následně znovu koncertoval, tentokrát zase jako předskokan hudebníkům, jakými jsou Melissa Manchester, Bonnie Raitt, The Flying Burrito Brothers nebo Gene Clark. V březnu 1975 nabídl Herb Cohen Watsovi, že by mohl nahrát koncertní album. Nemělo se jednat o klasické koncertní album, nahrávané při běžném koncertě, ale o speciální koncertní album. Nahrávání probíhalo poslední dva červencové dny v jedné ze zadních místností Record Plant Studios. Místnost byla kvůli nahrávání přestavěna tak, aby mohli přijít i diváci. Jednalo se o malý koncert, převážně pro pozvané lidi, několik málo vstupenek bylo možno sehnat i v klubu Troubadour. V srpnu odehrál dalších několik sólových koncertů. Následovalo krátké turné po New Yorku. Vydání se „koncertní“ album Nighthawks at the Diner dočkalo v říjnu 1975. Na podzim 1975 vyjel na turné jako předskokan pro Bonnie Raitt. Se zpěvačkou v roce 1975 také spolupracoval na jejím albu Home Plate. Turné skončilo počátkem prosince. V březnu 1976 Waits postavil „bebopové“ trio, ve kterém hráli tenorsaxofonista Frank Vicari, bubeník Alan „Chip“ White a basista Fitzgerald Huntington Jenkins III. Trio se pojmenovalo Nocturnal Emissions. Se skupinou začal koncertoval, což trvalo až do dubna. 7. dubna při koncertě na newyorské universitě mu dělal osvětlovače Hal Willner. Tomu tehdy Waits vynadal kvůli špatně namířenému světlu. S Willnerem se v pozdějších letech Waits spřátelil.
19. května 1975 Waits s triem odletěli na své první evropské turné. V Londýně také napsal několik písní na své následující album. Z Londýna odletěl do New Yorku, odkud potom do Los Angeles. V té době se Waits přestěhoval do motelu Tropicana, kde bydlel i Chuck E. Weiss. Následovaly první schůzky kvůli novému albu. Při jedné například Waits Howeovi řekl, že by chtěl hrát na klavír on. Ze sestavy z alba Nighthawks at the Diner se na nahrávání alba Small Change podílel pouze Jim Hughart. Nahrávání začalo 15. července ve čtvrtém studiu u Heidera. Nahrávání probíhalo během pouhých pěti dní v rozmezí dvou týdnů. Album znovu produkoval Bones Howe a Waits zde opět spolupracoval s Jerry Yesterem, který pro něj složil smyčcové aranže. Album Small Change vyšlo v říjnu 1976 a mělo úspěch u kritiků. Rovněž se, jako první Waitsovo album, dostalo na seznam nejprodávanějších alb časopisu Billboard. Hned počátkem října začal znovu koncertovat, a to opět s triem Nocturnal Emissions, jehož členové se v té době cítili dotčeni, že neměli možnost se zúčastnit i nahrávání alba. Na turné hrál buď jako hlavní hvězda koncertu, nebo jako předskokan jiných umělců, jakými byli Flaco Jiménez a Ry Cooder. Turné na podporu alba Small Change skončilo v prosinci 1976.

### Páté album a první filmová role (1977–1978)
V roce 1977 Waits absolvoval své první turné po Japonsku. Hrál například v Tokiu nebo Ósace a dalších městech. Pro Waitse znamenalo japonské publikum úplnou změnu, oproti Američanům bylo o poznání uctivější a tišší. Po ukončení turné začal pracovat na novém materiálu pro své, v pořadí již páté, album. Producentských prací se měl opět ujmout Bones Howe a album mělo vyjít opět na značce Asylum. Howe oslovil Boba Alcivara (se kterým již dříve spolupracoval), aby složil aranže pro album. Pracovní názvy pro album byly Ten Dollars a Stolen Cars. Nahrávání začalo ve Filmway/Heider Recording koncem července 1977. Nahrávání skončilo v polovině srpna. Ve skladbě „I Never Talk to Strangers“ spolu s Waitsem zpívala duet jeho tehdejší přítelkyně Bette Midler. Autorem fotografie na obalu alba je George Hurrell. Konečný název alba zněl Foreign Affairs a bylo o poznání méně úspěšné než předchozí. Album vyšlo v září 1977. Na obalu je Waits spolu s zaměstnankyní Troubadouru jménem Marchiela.
V polovině září odehrál v Troubadouru benefiční koncert, kde s Waitsem v jedné písni vystoupila i Midlerová. Následující den Waits vystoupil na koncertě Midlerové. Byl to koncert za rovná práva homosexuálů v Hollywood Bowl. Již v létě roku 1977 objevil Chuck E. Weiss v Troubadouru mladou zpěvačku jménem Rickie Lee Jones. Weiss ji seznámil s Waitsem. Počátkem října vyjel Waits na turné, a to opět s triem Nocturnal Emissions. Hned počátkem turné skupina však musel opustit Fitz Jenkins, kterého vystřídal dřívější člen skupiny Blood, Sweat & Tears jménem Danny Trifan. Ten se znal s Frankem Vicarim, který hrál na albu Foreign Affairs na tenorsaxofon. Během tohoto turné začal Waits používat kulisy, například pouliční lampu, o kterou se při koncertě opíral. Koncem roku 1977 Waitse oslovil herec a režisér Sylvester Stallone, jestli by si nechtěl zahrát v jeho filmu Cesta k ráji. Ve filmu hrál barového klavíristu jménem „Mumbles“ a rovněž byl požádán o napsání nějakých písní k filmu. Na natáčení filmu se Waits podílel přibližně tři týdny, ale v jeho konečné verzi se jen krátce mihl.

### Šesté album a přestěhování do New Yorku (1978–1979)

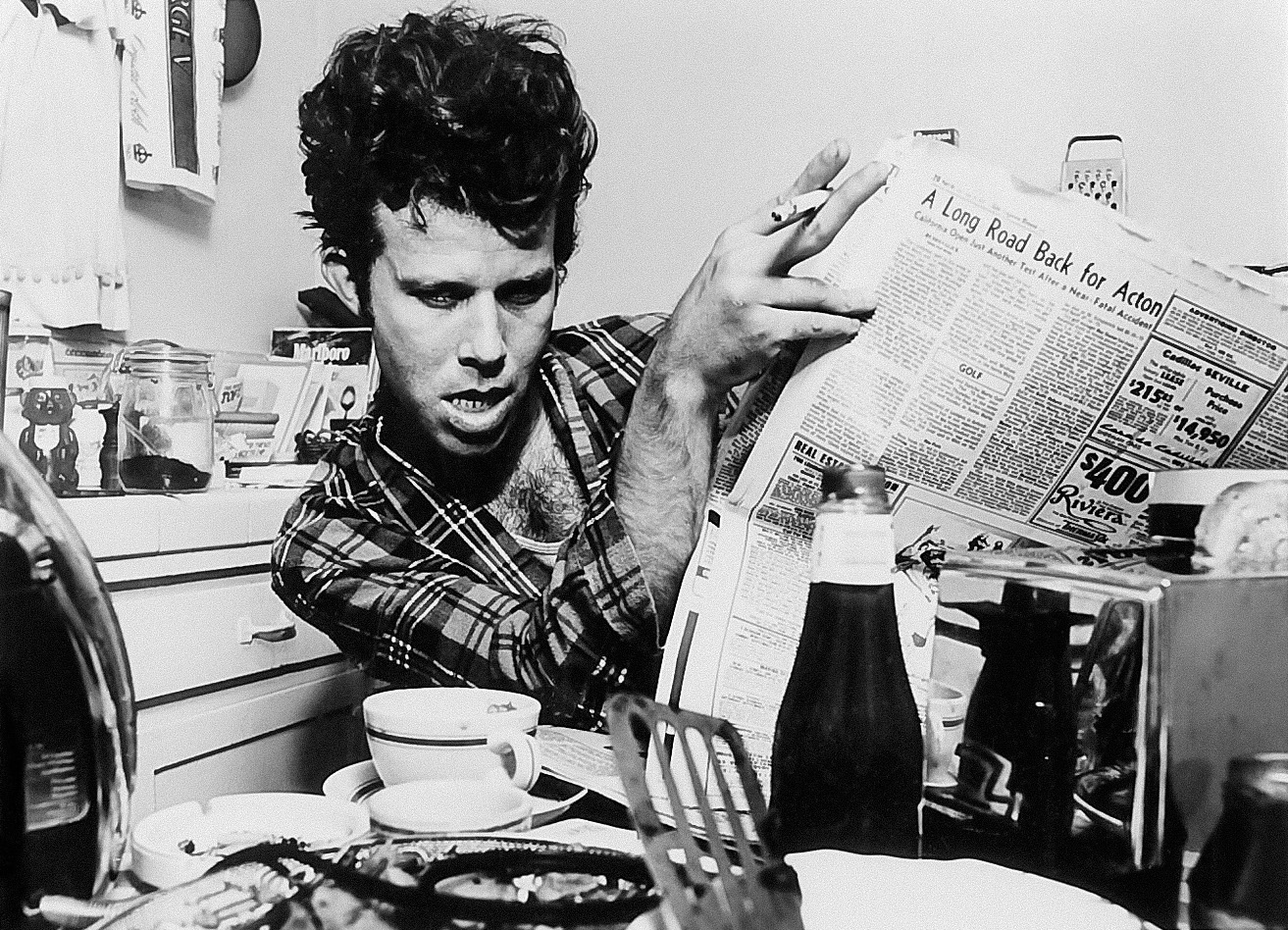
Tom Waits, foto z roku 1979 nebo 1980

V únoru 1978 Waits vyjel na turné po západním pobřeží Spojených států. Následně, v březnu 1978, opět odletěl do Japonska, aby zde odehrál několik koncertů. Po krátké návštěvě Japonska začal spolu s textařem Paulem Hamptonem pracovat na nikdy nedokončeném filmovém muzikálu, který dostal pracovní název Why Is the Dream Always So Much Sweeter than the Taste?. V červenci 1978 začal nahrávat své další album, a to opět ve studiu Filmways. Na tomto albu Waits hrál poprvé na elektrickou kytaru. Nahrávání bylo následně zastaveno a pokračovalo až od 8. srpna v úplně odlišné sestavě. Nahrávání skončilo 26. srpna. Na přední straně obalu je sám Waits, na zadním obalu je spolu s Jonesonovu a v pozadí stojí Weiss. Fotografie vytvořil Elliot Gilbert. Album Blue Valentine vyšlo v září 1978. Poté, co proběhly poslední práce na albu, se Waits vydal na další turné. Na turné si složil i novou skupinu, která se skládala z Herba Hardestyho (tenorsaxofon, trubka), Johna Evanse Thomassie, zvaného „Big John“ (bicí), Grega Cohena (kontrabas) a Arthura Richardse (kytara). Tentokrát ke kulisám přibyla celá benzinová stanice, včetně náhradních pneumatik a benzinového stojanu. Skupina si se všemi kulisami začala říkat The Tom Waits Experience. Turné započalo v říjnu a jeho první část pokračovala do prosince.
Druhá část začala v polovině dubna v Nizozemsku a pokračovala do Dánska, Rakouska, Belgie, Francie, Irska a Anglie. Když hrál ve Vídni, oslovili ho Rudi Dolezal a Hannes Rossacher, že by o něm chtěli natočit krátký dokument. Z Evropy se vrátil po dvou týdnech. Odletěl do Austrálie, kde vystoupil v pořadu Dona Lanea. Během australského turné zahrál v Melbourne, Sydney, Canbeře, Brisbane, Perthu a Adelaide. Do svého bydliště, do motelu Tropicana, se Waits vrátil v květnu 1979. Doma začal skládat nové skladby pro své další album, které provizorně pojmenoval Lucky Streak. V té době stále ještě pracoval na Why Is the Dream Always So Much Sweeter than the Taste? a měl v plánu začít nahrávat nové album, což se posunulo, když se Waits rozhodl, že bude dělat doprovod Jonesové na jejím prvním evropském turné. Po návratu z turné, při kterém vystoupili například v Edinburghu, Amsterdamu, Manchesteru a dalších městech, se Waits s Jonesovou rozešel. Koncem září se Waits po několika letech odstěhoval z Tropicany na Crenshaw Boulevard ve čtvrti East Hollywood, kde v té době bydlel i jeho otec. Práce na muzikálu spolu s Hamptonem postupně opadla. Koncem roku 1979 se Waits rozhodl, že se odstěhuje do New Yorku. S Los Angeles se Waits rozloučil jedním novoročním večírkem v Troupers' Hall na La Brea Avenue. Právě zde se seznámil se svou budoucí manželkou Kathleen Patricií Brennan, Waits si ale tehdy zapomatoval pouze její křestní jméno. Následně se Waits přemístil o několik tisíc kilometrů, aby se usadil v newyorském hotelu Chelsea. Po měsíci si našel vlastní byt na West 26th Street. Waits chtěl začít prakticky vše od začátku, přestat kouřit a pít alkohol, kvůli čemuž vyhledal i psychiatra.

### Práce na soundtracku a další album (1980–1982)
30. dubna 1980 se Waits přestěhoval zpět do Los Angeles, kam ho pravděpodobně přilákal Francis Ford Coppola. Coppola Waitsovi nabídl, jestli nechce složit hudbu k jeho novému filmu One from the Heart. Waits dostal vlastní kancelář v Coppolově studiu Zoetrope. Po několika týdnech strávených skládáním v kanceláři za ním přišla asistentka scenáristy pro film One from the Heart jménem Kathleen Brennan. Následně spolu Waits s Brennanovou měli vztah.
Počátkem léta 1980 Waits stále pracoval na filmu One from the Heart a už ho to přestávalo bavit, protože ani Coppola pořádně nevěděl, jakou hudbu pro film chce. V té době také začal intenzivněji psát skladby pro své další album, dříve předběžně pojmenované Lucky Streak a nyní White Spades. Nahrávání alba začalo 16. června, a to opět ve studiu Filmways/Heider Recording. Na tomto albu se poprvé podílel i jeho pozdější dlouholetý spolupracovník a člen skupiny Canned Heat, baskytarista a kontrabasista Larry Taylor. Sestavu doplnili bubeník Big John Thomassie, kytarista Roland Bautista a hráč na Hammondovy varhany jménem Ronnie Barron. V této sestavě bylo nahráno celkem pět skladeb. 23. června do studia přivedl nové hudebníky. Smyčcové aranže opět pro album udělal Jerry Yester, se kterým od alba Closing Time nespolupracoval. Album opět produkoval Bones Howe. Obal alba, nakonec pojmenovaného Heartattack and Vine a vydaného v září 1980, připomíná zažloutlé noviny a uprostřed je Waitsova fotografie. Album se dostalo do první stovky nejprodávanějších alb časopisu Billboard. Od alba Blue Valentine až po vydání alba Heartattack and Vine uběhly dva roky a byla to tak do té doby největší pauza mezi vydáními jeho alb. Když bylo album kompletní, vrátil se Waits opět ke skládání písní pro film One from the Heart.
V první polovině srpna se oženil s Brennanovou. Zajímavostí je, že při večírku na oslavu jejich svatby se Greg Cohen setkal se sestrou Brennanové jménem Marguerite a po dvou letech se vzali. Nahrávání skladeb pro soundtrack začalo po půl roce skládání, v říjnu 1980. V sestavě hrál například Greg Cohen, kterého doplnili mnohem starší hudebníci, jako jsou klavírista Pete Jolly, bubeník Shelly Manne, trumpetista Jack Sheldon a tenorsaxofonista Teddy Edwards. Sestavu měla doplnit ještě nějaká zpěvačka. Nápadů bylo několik, nakonec se jí stala Crystal Gayle. Práce na filmu ho začala zase unavovat, proto se rozhodl vydat na turné propagující album Heartattack and Vine. Na turné ho doprovázeli Greg Cohen, Teddy Edwards a Ronnie Barron. V listopadu strávil tři týdny koncertováním po Severní Americe a turné následně pokračovalo na jaře v Evropě. V únoru 1981 se začal natáčet film One from the Heart. Nahrávání soundtracku probíhalo roztrhaně několikrát během roku 1981, skončilo až počátkem září. Film jako takový byl dokončen v prosinci 1981. Problém však nastal ve chvíli, když film odmítla společnost Paramount Pictures. Nakonec se ho však filmu společnost Columbia Pictures a dne 11. února 1982 měl premiéru. Z filmu se stal propadák a Coppola ho byl donucen stáhnout z kin. Během roku 1982 také hudba k filmu vyšla jako album One from the Heart a mělo mnohem větší úspěch než celý film.

### První potomek a odchod zAsylum (1982–1984)
V roce 1982 Waits za pomocí své ženy podal trestní oznámení na Herba Cohena kvůli tomu, že Waitse připravil o velké množství peněz z prodeje jeho alb a podobných záležitostí. Stejně tak to udělal už Frank Zappa v roce 1976, kterému Cohen taktéž dělal manažera. Na jaře 1982 absolvoval krátké turné v sestavě Teddy Eddwars, Greg Cohen a Jim Nichols. V srpnu 1982 začal Waits ve studiu Sunset Sound nahrávat další album. Základní obsazení tvořili hráči na různé perkusní nástroje Victor Feldman a Stephen Hodges, kytarista Fred Tackett a Larry Taylor. Do studia se při nahrávání dostavilo ještě více hudebníků, jmenovitě například Ronnie Barron, Francis Thumm, Bill Reichenbach Jr. nebo Greg Cohen. Waits se rozhodl, že si album bude produkovat sám. Když bylo album nahrané, Waits byl vyhozen z Asylum. O jeho vyhazovu se doslechl Chris Blackwell, majitel vydavatelství Island Records. Počátkem roku 1983 Waits a Brennanová podepsali smlouvu s Island Records. V létě 1983 se Waits podílel na natáčení dvou Coppolových filmů. Ve filmu Dravé ryby hraje roli Bennyho a ve filmu Outsideři potom Bucka Merrilla. Jednalo se pouze o malé role. Koncem září se mu narodila první dcera Kellesimone a přibližně v té době také vyšlo, po více než roce od jeho nahrání, album Swordfishtrombones. Koncem října odletěl do Londýna, kde měl odehrát několik koncertů. Po návratu z krátkého turné, při kterém vystoupil i v televizním vysílání, se znovu objevil na natáčení dalšího Coppolova filmu s názvem Cotton Club, ve kterém hraje roli Irvinga Starka.
V roce 1984 se Waits s manželkou a dcerou přestěhovali na Manhattan. Stejně jako o pár let dříve, opět se mu zde nelíbilo, ale tentokrát se setkal s dalšími zajímavými umělci. Mezi nimi byl například i John Lurie, který byl saxofonistou a kapelníkem avantgardní skupiny The Lounge Lizards a byl hercem. Společně si pronajali podkrovní byt v Greenwich Village. Dalším, se kterým se zde Waits setkal, byl nezávislý režisér Jim Jarmusch. Dále třeba Hal Willner. Přesně ten, se kterým se před několika lety pohádal kvůli špatně namířenému světlu. Willner se živil jako poradce pořadu Saturday Night Live a také sestavováním kompilačních alb věnovaných určitým interpretům. Na jedno z nich zařadil, vedle Lou Reeda, Chrise Speddinga a Johna Zorna, i Waitse. Ten nahrál vlastní verzi skladby „What Keeps Mankind Alive?“ na albu Lost in the Stars: The Music of Kurt Weill věnovaném Kurtu Weillovi. Ve skladbě „Ballad of the Soldier's Wife“ zpívala Marianne Faithfull. Willner Waitsovi nabídl, zda by nechtěl produkoval její nové album, které nakonec dostalo název Strange Weather. Waits nabídku odmítl, ale spolu se svou manželkou napsal na album skladbu „Strange Weather“.

### Rain DogsaFranks Wild Years(1984–1987)
Na podzim 1984 začal psát skladby pro své další sólové album. Pracovní název alba zněl Evening Train Wrecks. Nahrávání probíhalo během tří měsíců v létě 1985. Před Lurieho se Waits seznámil s dalším členem skupiny Lounge Lizards, kytaristou Marcem Ribotem. Na albu se rovněž podíleli Waitsovi starší spoluhráči Stephen Hodges, Greg Cohen a Larry Taylor. Na perkuse zde hraje Michael Blair, po jedné skladbě na albu hrají i Chris Spedding, Robert Quine, John Lurie, další. V několika skladbách hraje na kytaru Keith Richards ze skupiny The Rolling Stones. Na albu jsou použity i různé netradiční nástroje, jako je oblouková pila ve skladbě „9th & Hennepin“ nebo plechový hrneček v „Gun Street Girl“. Skladbu „Downtown Train“ původně nahrál v jiné sestavě, ale na konečné album se dostala zcela přepracovaná verze. Na kytaru zde hraje G. E. Smith, na baskytaru Tony Levin, na varhany Robert Kilgore a Mickey Curry na bicí. Jedná o úplné vybočení od ostatních skladeb na albu, má silný popový nádech. Později tuto skladbu nahrál například Rod Stewart a měl s ní velký úspěch. Album se rozhodl vydat na podzim a jeho konečný název zněl Rain Dogs. Umístilo se na 399. místě v žebříčku Rolling Stone: 500 nejlepších alb všech dob.
30. září 1985 se mu narodil druhý potomek, první syn jménem Casey Xavier Waits. Waits se tentokrát rozhodl absolvovat turné na propagaci nového alba. Turné se uskutečnilo v sestavě Greg Cohen, Hodges, Ribot, Ralph Carney a Blair. Turné zahájil koncertem ve Skotsku 12. října. Následovalo několik vystoupení v televizi a poté sedm koncertů v Londýně. Následně skupina odcestovala na sever Evropy, kde hrála v několika zemích, poté jela na jih přes Německo, Nizozemsko a Francii. Poté odcestovali zpět do USA, kde odehráli koncerty v Los Angeles a New Yorku. Po ukončení turné Waits odjel do New Orleans, kde probíhalo natáčení nového Jarmushova filmu. Ve filmu Mimo zákon hrál Waits spolu s Luriem hlavní role. Posléze se Waits s rodinou přesunul do Chicaga, kde začalo zkoušení muzikálu Frank's Wild Years, jež Waits napsal s Brennanovou. Původně chtěli, aby muzikál vznikl v New Yorku, ale tam ho nikdo nechtěl přijmout. Muzikál byl nakonec vytvořen s hereckou společností Steppenwolf Theatre Company. Tříhodinové představení bylo hráno v létě 1986 a Waits v muzikálu hrál hlavní roli Franka. O hudební doprovod se postarali Greg Cohen (basa, trubka), Carney (saxofon), Blair (bicí, perkuse, zvonkohra), Bill Schimmel (klávesové nástroje, akordeon) a Moris Tepper (kytara). Ve stejném roce převzal cenu Premio Tenco.
Poté, co bylo odehráno poslední představení, Waits oznámil, že by chtěl nahrát i album složené z hudby k muzikálu. Nahrávání alba Franks Wild Years probíhalo v Chicagu. Na nahrávání se podílel hudební doprovod z muzikálu a Waits ještě přizval Ribota, Francise Thumma a Larryho Taylora. Mezi nahráním a vydáním alba si stihl Waits ve filmu Candy Mountain Roberta Franka. Ve filmu hrálo i několik dalších hudebníků jako Dr. John, Joe Strummer, David Johansen a další. Dalším filmem, ve kterém Waits hrál, byl snímek s názvem Jako nepoddajný plevel. Jeho natáčení probíhalo na přelomu let 1986 a 1987. Album Franks Wild Years vyšlo v srpnu 1987 a hned na podzim téhož roku se Waits s rodinou vrátili zpět do Los Angeles. Na přelomu podzimu a zimy 1987 Waits po dvou letech znovu vyrazil na turné. Mimo stálic v podobě Grega Cohena, Carneyho, Blaira a Ribota přibyl do skupiny i nový akordeonista Willy „The Squeeze“ Schwartz. První koncerty proběhly v Kanadě. Turné pokračovalo směrem na jih po západním pobřeží USA. Turné končilo několika koncerty v San Franciscu a Los Angeles. Při tomto turné byl natočen koncertní film, provizorně pojmenovaný Crooked Time. Nakonec však vyšel pod názvem Big Time v září 1988 a v žebříčku časopisu Rolling Stone: 100 nejlepších alb osmdesátých let se umístil na 21. místě. Turné dále pokračovalo do Velké Británie, přes Skandinávii, Německo a Francii.

### 1988–1990
V roce 1988 vymyslela reklamní agentura Tracy-Locke reklamu na nový produkt firmy Frito-Lay, v níž použije píseň „Steph Right Up“ od Toma Waitse. Skladbu měl nazpívat Stephen Carter. Reklamu začalo v září 1988 vysílat přes 200 rozhlasových stanic po celých Spojených státech. V listopadu 1988 Waits podal za značné pomoci své manželky žalobu na firmy Frito-Lay a Tracy-Locke. Převážnou část roku 1988 strávil Waits s rodinou, ale také na konečných pracích na albu Big Time a zároveň se připravoval na vydání svých alb na kompaktních discích. Koncem léta se Waits podílel na natáčení filmu Strach režiséra Roberta Dornhelma. Natáčení probíhalo v Montaně. V témže roce Waits přispěl svou verzí písně „Heigh Ho“ na tribute album Stay Awake: Various Interpretations of Music from Vintage Disney Films, které opět sestavoval Hal Willner. Dále se podílel na filmu Tajuplný vlak Jima Jarmushe, ve kterém se fyzicky ani neobjevil, ale namluvil zde hlas rozhlasového moderátora.
V roce 1989 hrál v divadelní hře Demon Vine od Thomase Babea. Spolupracoval také s Robertem Wilsonem na hře The Black Rider: The Casting of the Magic Bullets. Ke hře The Black Rider Waits měl složit hudbu, přičemž texty spolu s Waitsem napsal William Burroughs. V květnu 1989 odletěli Waits a Greg Cohen do Hamburku, kde měli hudbu skládat. Tam se k nim připojil rovněž i Burroughs. Koncem června se Waits přemístil do Anglie na natáčení filmu Bearskin: An Urban Fairytale režisérky Ann Guedes. Waits se zde objeví například po boku dalšího hudebníka Iana Duryho. V říjnu 1989 se účastnil filmového festivalu Corg, kde promítali jeho koncertní film Big Time.
V roce 1990 hrál malou roli policisty ve filmu Dva Jakeové. Hra The Black Rider měla premiéru 30. března 1990 v hamburském divadle Thalia. Ve stejném roce se podílel na nahrávání alba Red Hot + Blue, kam přispěl svou verzí skladby „It's All Right with Me“. Žaloba proti Frito-Lay a Tracy-Locke se dostala k soudu až v dubnu 1990, kdy se začalo v Los Angeles soudit. Soud nad Frito-Lay a Tracy-Locke v roce 1992 vyhrál Waits a od firem tak dostal 2,6 milionu dolarů. Dále také Herb Reed povolil firmě Levi-Strauss použít ve své reklamě skladbu „Heartattack and Vine“ přezpívanou Screamin' Jay Hawkinsem. Tentokrát soud opět vyhrál Waits, ale druhá strana se mu pouze omluvila prostřednictvím časopisu Billboard.

### 1991–1993
V roce 1991 hrál postiženého vojáka z vietnamské války ve filmu Král rybář Terryho Gilliama. Ve stejném roce hrál také ve filmu Dospívání v Queens režiséra Stevea Rashe. Hrál také ve filmu Hráči na vinici Páně, jehož režisérem byl opět Héctor Babenco (Jako nepoddajný plevel). V tomto filmu hrál roli pilota v pralese. V roce 1991 vyšla kompilace The Early Years složená z demonahrávek natočených v roce 1971 ještě s Herbem Cohenem. Waitsovi se vydání kompilace vůbec nelíbilo, ale nemohl s tím nic dělat. Ve stejném roce se také podílel na nahrávání alba Devout Catalyst od Kena Nordinea. Rovněž přispěl i na nahrávání alba Mississippi Lad Teddyho Edwardse. Podílel se na skladbě „Tommy the Cat“ z alba Sailing the Seas of Cheese svých oblíbenců, skupiny Primus. V roce 1991 se Waits s dvěma dětmi a manželkou přestěhovali do Sonomy, kde se jim ale nelíbilo a přestěhovali se do Valley Ford, kde bydlí dodnes. Ve stejném roce se rozhodl přestat pít alkohol a složil hudbu k Jarmushovu filmu Noc na Zemi. Soundtrack k němu vyšel v dubnu 1992 pod názvem Night on Earth a jednalo se o jeho první plnohodnotné album po pěti letech. Mimo Ralpha Carneyho se nahrávání neúčastnil nikdo z předchozích alb. Na novém albu hráli kytarista Joe Gore, violoncellista Matthew Brubeck, basák Clark Suprynowitz, akordeonista Josef Brinckmann a perkusionista a klavírista Mule Patterson. Ve stejném roce stihl vydat ještě album Bone Machine. Nahrávání Bone Machine probíhalo v Prairie Sun Recording. Na albu se rovněž podíleli Les Claypool a Brain (oba z Primus), Larry Taylor, Joe Gore, David Phillips, David Hidalgo, Joe Marquez a nechyběl ani Ralph Carney. Ve skladbě „That Feel“ zpívá a hraje na kytaru Keith Richards. Ve stejné skladbě hraje i člen Richardsovi doprovodné skupiny Waddy Wachtel. Přibližně v polovině nahrávání muselo být přerušeno, protože Waits měl jet na natáčení Copollova filmu Drákula. Právě při natáčení tohoto filmu se Waits po deseti letech setkal s Bonesem Howem.
Na jaře roku 1992 se Waitsovi opět ozval Wilson s nabídkou složení hudby k opeře pojednávající o Alence v říši divů. Hra měla být opět hrána souborem Thalia v Hamburku a premiéru měla 19. prosince 1992. V roce 1992 šel Waits opět do studia Prairie Sun, aby zde vytříhal špatné původní nahrávky z alba The Black Rider. Na albu nakonec zůstaly jak některé nahrávky z Hamburku z roku 1989, tak i nově nahrané skladby. Nově nahrané skladby se nenahrávaly v Prairie Sun, nýbrž v Sunset Sound Factory. Album Waits původně chtěl vydat už na jaře 1993, ale nakonec to odložil až na podzim. Album Bone Machine vyšlo v srpnu 1992. V žebříčku časopisu Rolling Stone: 100 nejlepších alb devadesátých let se umístilo na 53. příčce. Autorem obalu k albu jsou Waits a Jesse Dylan. Waitse později překvapilo, že mu album získalo jeho první cenu Grammy v kategorii Nejlepší alternativní album. Ke skladbě „I Don't Wanna Grow Up“ byl natočen videoklip, jehož režie se ujal Jarmush. Stejný režisér ho pozval i na natáčení filmu Kafe a cigára. Waits byl na Jarmushe naštvaný, ale i přesto se ve filmu objeví při rozhovoru s Iggy Popem. V roce 1993 hrál ve filmu Prostřihy roli Earla Piggota, řidiče limuzíny. Na podzim 1993 absolvoval krátké turné na podporu alba The Black Rider.

### Odchod od Island Records aMule Variations(1994–1999)
V roce 1994 se mu narodil třetí potomek, syn jménem Sullivan. V roce 1995 vyšlo album Step Right Up: The Songs of Tom Waits, na kterém různí interpreti nahráli své verze jeho písní. Koncem roku 1997 se rozloučil s vydavatelstvím Island. V červnu 1998 podepsal smlouvu s nezávislým vydavatelství Epitaph Records. Ve stejném roce završil spolupráci s Island kompilací Beautiful Maladies.
V roce 1999 vydal Chuck E. Weiss své nové sólové album s názvem Extremely Cool. Waits s Brennanovou toto album produkovali a také Weissovi zaptatili vydání alba. Waits na albu hraje v písních „It Rains on Me“ a „Do You Know What I Idi Amin“. V té době také Waits už přemýšlel o svém dalším sólovém albu. Na nahrávání se opět dostavili stálí Waitsovi muzikanti Larry Taylor, Ralph Carney, Greg Cohen, Stephen Hodges, Joe Gore a Marc Ribot, které doplnil Smokey Hormel. Na nahrávání přibyli i noví hudebníci, jmenovitě Chris Grady (trubka), Christopher Marvin a Andrew Borger (bicí), DJ Ill Media a další. Jako hosté se zde představili dva hráči na foukací harmoniku, John Hammond a Charlie Musselwhite. Album Mule Variations vyšlo v březnu 1999, a to u nezávislného vydavatelství ANTI-, jehož mateřskou společností je právě Epitaph Records. Album se dostalo na třicátou příčku časopisu Billboard, čímž překoval všechna svá předchozí umístění. Ještě před vydáním alba hrál ve filmu Mystery Men. Na podporu tohoto alba Waits po dlouhých letech vyjel na turné. Turné proběhlo v sestavě Taylor, Hormel a Borger, k nimž přibyl klávesista Danny McGough. Turné zahájil v červenci 1999 a pokračovalo až do října. Album Mule Variations Waitsovi získalo jeho v pořadí druhou cenu Grammy, a to tentokrát za Nejlepší současné folkové album. V žebříčku Rolling Stone: 500 nejlepších alb všech dob se album umístilo na 416. příčce.
Waits dostal nabídku od Johna Hammonda, zda by mu produkoval jeho nové album Wicked Grin. Na albu se objevily převážně písně napsané Waitsem nebo ve spolupráci s jeho ženou. Na albu hráli Waitsovi stálí spolupracovníci Larry Taylor a Stephen Hodges, které doplnili Augie Meyers ze skupiny Sir Douglas Quintet a na harmoniku zde hrál Charlie Musselwhite.

### 2000–2006

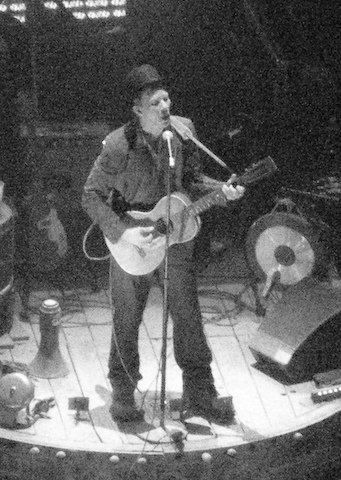
Waits v roce 2008

Po ukončení nahrávání alba Wicked Grin Waits opět odcestoval do Německa, aby zde spolupracoval s Robertem Wilsonem. Ten mu nabídl, zda by udělal hudbu k jeho adaptaci hry Vojcek. Vánoce 2000 a přibližně polovinu roku 2001 strávil doma s rodinou. Jako host si zahrál například na Hammondově koncertě, kde s ním odehrál tři skladby z alba Wicked Grin. Necelý rok po premiéře Vojceka se Waits rozhodl, že hudbu nahraje a vydá na svém dalším albu. Rovněž chtěl nahrát i hudbu, kterou složil ke hře Alice. Vojcek nakonec vyšel pod názvem Blood Money. Alba Blood Money a Alice nakonec vyšla ve stejný den v květnu 2002. Stejně tak to dříve udělal i Bruce Springsteen s alby Human Touch a Lucky Town. Alba se nahrávala prakticky souběžně a na jejich nahrávání se mimo stálic (Taylor, Gore, Phelps, Borger, Musselwhite) podíleli ještě basisté Matt Brubeck, Matthew Sperry a Eric Perney, hráč na dechové nástroje Colin Stetson, Ara Anderson (lesní rohy), Tim Allen (housle), Dawn Harms (stroh viola), Myles Boisen (banjo), Carla Kihlstedt (housle) a Dan Plonsey (klarinet). K nim přibyli ještě dva hudebníci z původní verze představení z Kodaně, Bent Clausen a Bebe Risenfors. Dále se v pár skladbách objevil Stewart Copeland a mladý Casey Waits. Nahrávání probíhalo ve studiu In the Picket ve Forestville. V době, kdy pracoval na albech Alice a Blood Money, vyšla kompilace Used Songs 1973–1980 mapující jeho tvorbu z doby, kdy byl pod Asylum. V květnu 2001 spolu s Randy Newmanem a dvěma členkami skupiny Heart, sestrami Ann a Nancy Wilsonovými, zažaloval server MP3.com kvůli porušování autorských práv. Ve stejnou dobu získal od ASCAP ocenění za celoživotní dílo. Když alba Alice a Blood Money v květnu 2002 vyšla, okamžitě se dostala na 32. a 33. příčku žebříčku časopisu Billboard.
Když obě alba z roku 2002 vyšla, rozhodl se, že vydá plnohodnotné studiové album. Navázal by tak na album Mule Variations z roku 1999. Nahrávání neprobíhalo v klasickém nahrávacím studiu, nýbrž v opuštěné školní budově. Na albu opět hrají hudebníci, kteří s ním v minulosti spolupracovali (Brain, Les Claypool, Marc Ribot, Larry Taylor a Casey Waits) doplněni o nové síly (Harry Cody, Mark Howard a Trisha Wilson). Album Real Gone vyšlo v říjnu 2004 opět u vydavatelství ANTI-. Následovalo turné na podporu alba, přičemž většina koncertů byla vyprodaná. Hrálo se v sestavě Taylor, Ribot, Brain a Casey Waits. Například v Londýně vystoupil po sedmnácti letech. Ve stejném roce vydala zpěvačka Norah Jones album s názvem Feels Like Home, na němž použila i Waitsovu skladbu „The Long Way Home“ ve svém vlastním podání. Za tuto cover verzi Waits opět dostal autorské tantiémy. V roce 2005 si zahrál malou roli ve filmu Domino režiséra Tonyho Scotta. Zahrál si roli Ralpha Knellera ve filmu Sebevrazi – Love story z onoho světa Gorana Dukiće. Objevil se také ve filmu Tygr a sníh Roberta Benigniho. Se svou manželkou rovněž začal pracovat na albu Orphans. Na albu se objevily jak nově nahrané, tak i starší raritní skladby. Materiálu se nakonec dostalo takové množství, že musel vyjít na třech CD. Aby se skladby rozdělily podle jejich typu, disky pojmenovali Brawlers (drsnější skladby), Bawlers (něžnější) a Bastards (ostatní, které se nehodily do předchozích dvou). Obsahuje například i různé coververze, které původně vydali umělci jako jsou Ramones, Leadbelly nebo Kurt Weill a Bertolt Brecht. V létě 2006 se vydal na americké turné a zahrál i ve městech, kde do té doby ještě nehrál. Trojalbum vyšlo v listopadu 2006. V prvním týdnu se prodalo celkem 21 000 kusů alba.

### Po roce 2008

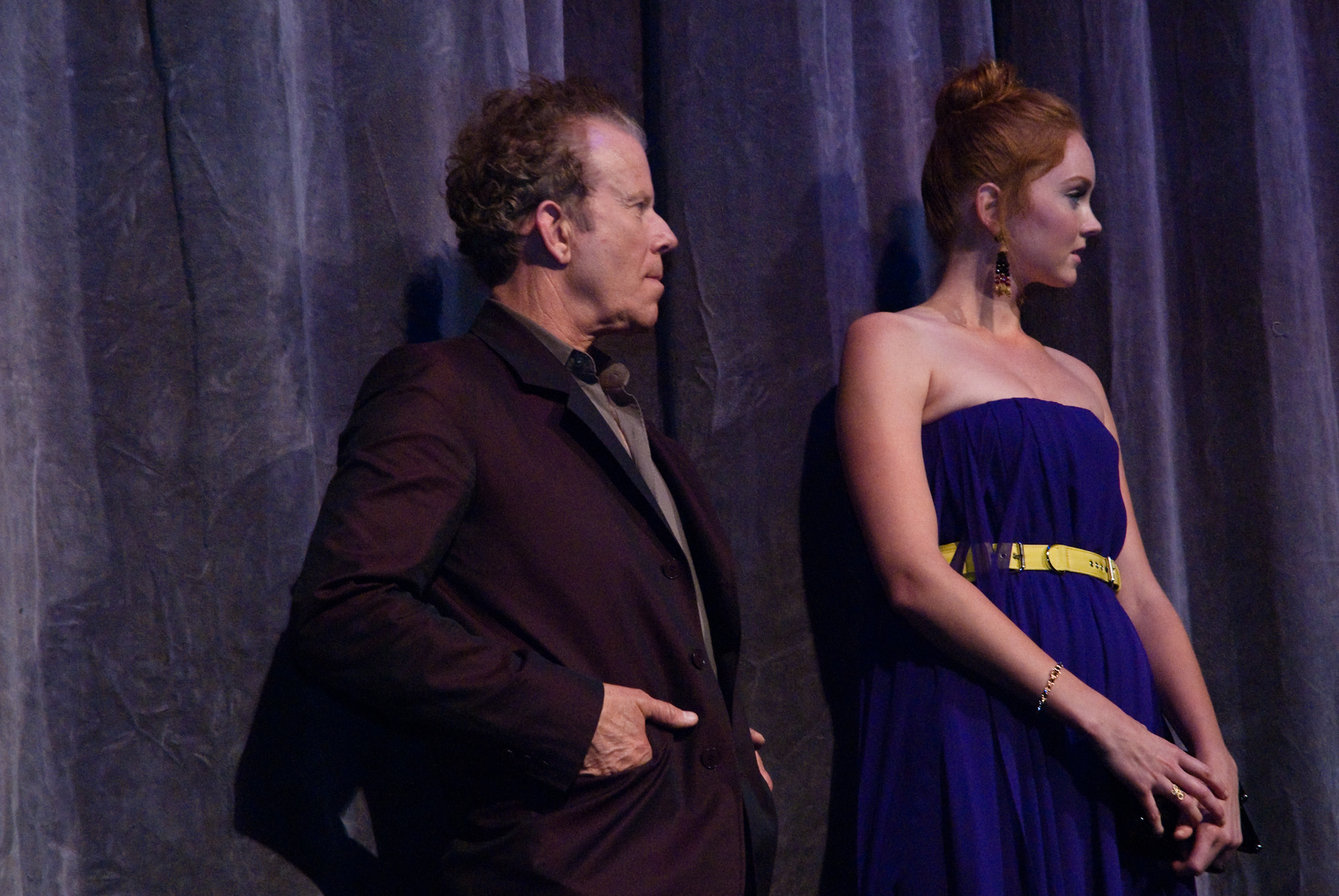
Tom Waits a Lily Cole na premiéře filmu Imaginárium dr. Parnasse v září 2009 (Toronto International Film Festival)

V roce 2008 vydala herečka a zpěvačka Scarlett Johansson album s názvem Anywhere I Lay My Head. Mimo jedné vlastní obsahuje skladby od Waitse. Od června do srpna 2008 absolvoval další turné, přičemž se poprvé a naposledy dvakrát zastavil i v Česku, aby v Praze odehrál dva koncerty v Kongresovém centru. Na turné hráli mimo Caseyho Waitse zcela noví hudebníci. Vincent Henry, Omar Torrez, Patrick Warren, Seth Ford-Young a další člen jeho rodiny, Sullivan Waits. Záznam z tohoto turné později vyšel na albu Glitter and Doom Live. V roce 2009 se podílel na písni „Spacious Thoughts“ z alba The Spirit of Apollo hiphopové skupiny N.A.S.A. Ve stejném roce si zahrál ve filmu Imaginárium dr. Parnasse. V roce 2010 hrál roli inženýra ve filmu Kniha přežití.
V roce 2011 vydal svou první knihu básní s názvem Seeds on Hard Ground. Koncem roku 2010 bylo oznámeno, že bude Tom Waits uveden v březnu téhož roku do Rock and Roll Hall of Fame. Ceremoniál se konal v hotelu Waldorf‑Astoria 14. března. Předání se ujal Neil Young. V únoru 2011 oznámil, že pracuje na novém studiovém albu. V srpnu oznámil název alba, který zněl Bad as Me a vyšlo v říjnu 2011. Na albu hrají Waitsovi dlouholetí spolupracovníci (Les Claypool, Marc Ribot, Casey Waits, Charlie Musselwhite, Keith Richards, Larry Taylor a další), ale i nováčci (Clint Maedgen, Zack Sumner nebo Flea). Autorem obalu je opět Jesse Dylan. Album se umístilo na 23. příčce v žebříčku 50 nejlepších alb roku 2011 časopisu Rolling Stone. Ve stejném roce si zahrál ve skladbách „Fadin' Moon“ a „Ghost to a Ghost“ na albu Hanka Williamse III. s názvem Ghost to a Ghost/Gutter Town. V červenci 2012 vystoupil v pořadech Noční Show Jimmyho Fallona a Noční show Davida Lettermana. Šlo o první koncertní představení skladeb z alba Bad as Me. Tom Waits rovněž bude hostující osobností v dílu „Konec světa za dveřmi“ ve 24. řadě seriálu Simpsonovi.
V květnu 2013 vystoupil jako host při koncertě skupiny The Rolling Stones v písni „Little Red Rooster“ v kalifornském Oaklandu. V únoru téhož roku spolupracoval s kytaristou skupiny Keithem Richardsem, se kterým nahrál skladbu „Shenandoah“ a vyšla na kompilaci Johnnyho Deppa nazvané Son of Rogue's Gallery: Pirate Ballads, Sea Songs and Chanteys. V říjnu 2013 vystoupil na benefičním koncertu Bridge School Benefit. Roku 2014 složil se svou manželkou hudbu k Shakespearově hře Bouře. Roku 2015 vystoupil s novou písní v jednom z posledních dílů pořadu Davida Lettermana.

## Diskografie
- Closing Time (Asylum, 1973)

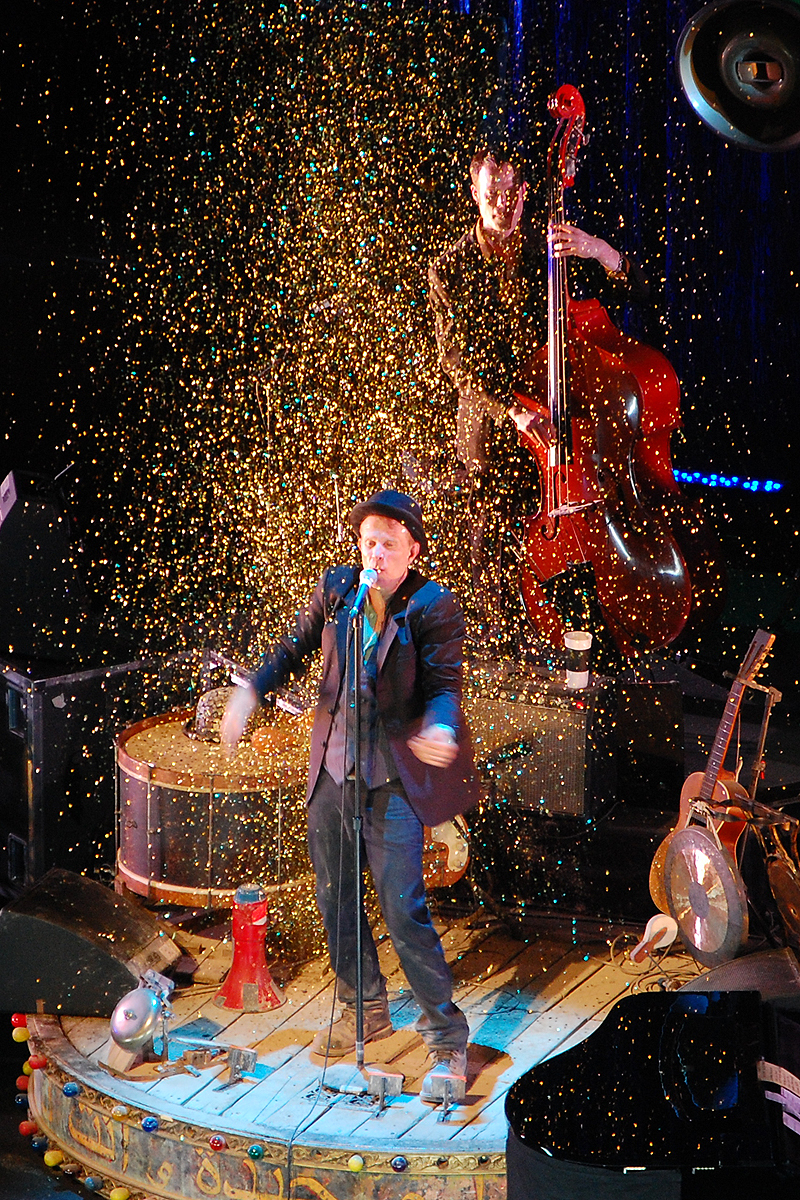
Tom Waits v Praze v roce 2008

- The Heart of Saturday Night (Asylum, 1974)
- Small Change (Asylum, 1976)
- Foreign Affairs (Asylum, 1977)
- Blue Valentine (Asylum, 1978)
- Heartattack and Vine (Asylum, 1980)
- One from the Heart (CBS, 1982) – soundtrack k filmu One from the Heart
- Swordfishtrombones (Island, 1983)
- Rain Dogs (Island, 1985)
- Franks Wild Years (Island, 1987) – soundtrack k vlastní hře Franks Wild Years
- Night on Earth (Island, 1992) – soundtrack k filmu Noc na Zemi
- Bone Machine (Island, 1992)
- The Black Rider (Island, 1993) – soundtrack ke hře The Black Rider Roberta Wilsona
- Mule Variations (ANTI-, 1999)
- Blood Money (ANTI-, 2002) – soundtrack ke hře Vojcek Roberta Wilsona
- Alice (ANTI-, 2002) – soundtrack ke hře Alice Roberta Wilsona
- Real Gone (ANTI-, 2004)
- Bad as Me (ANTI-, 2011)

## Filmografie
- Cesta k ráji (1978) – Mumbles
- One from the Heart (1980) – trumpetista; hudba
- On the Nickel (1980) – hudba
- Vlci (1981) – barman
- The Stone Boy (1982) – muž na karnevalu
- Poetry in Motion (1982) – sám sebe
- The Outsiders (1983) – Buck Merrill
- Dravé ryby (1983) – Bennie
- Cotton Club (1984) – Irving Stark
- Streetwise (1984) – hudba
- Mimo zákon (1986) – Zack; hudba
- Jako nepoddajný plevel (1987) – Rudy
- Candy Mountain (1987) – Al Silk
- Bearskin: An Urban Fairytale (1989) – Punch & Judy Man
- Strach (1989) – Kenny the Hitman
- Tajuplný vlak (1989) – rozhlasový moderátor Lee Baby Sims (pouze hlas)
- Sea of Love (1989) – skladatel
- Dva Jakeové (1990) – policista v civilu
- Hráši na vinici Páně (1991) – Wolf
- Král Rybář (1991) – žebrák, veterán
- Noc na Zemi (1991) – hudba
- Dospívání v Queens (1991) – Monte
- Až na konec světa (1991) – barový klavírista
- American Heart (1992) – hudba
- Drákula (1992) – Renfield
- Prostřihy (1993) – Earl Piggott
- Na rybách s Johnem (1993) – sám sebe
- Mrtvý muž přichází (1996) – hudba
- Konec násilí (1996) – hudba
- Mystery Men (1999) – Dr. A. Keller
- Big Bad Love (2001) – hudba
- Kafe a cigára (natočeno 1993; vydáno 2003) – sám sebe
- Shrek 2 (2004) – kapitán Hook (pouze hlas)
- Domino (2005) – kazatel
- The Secret Life of Words (2005) – podíl na hudbě
- Tygr a sníh (2005) – sám sebe
- Sebevrazi – Love story z onoho světa (2006) – Raphael Kneller
- Imaginárium dr. Parnasse (2009) – pan Nick[72]
- Kniha přežití (2010) – inženýr
- Sedm psychopatů (2012)
- Balada o Busterovi Scruggsovi (2018) – Prospector